# Unia kontynentalna

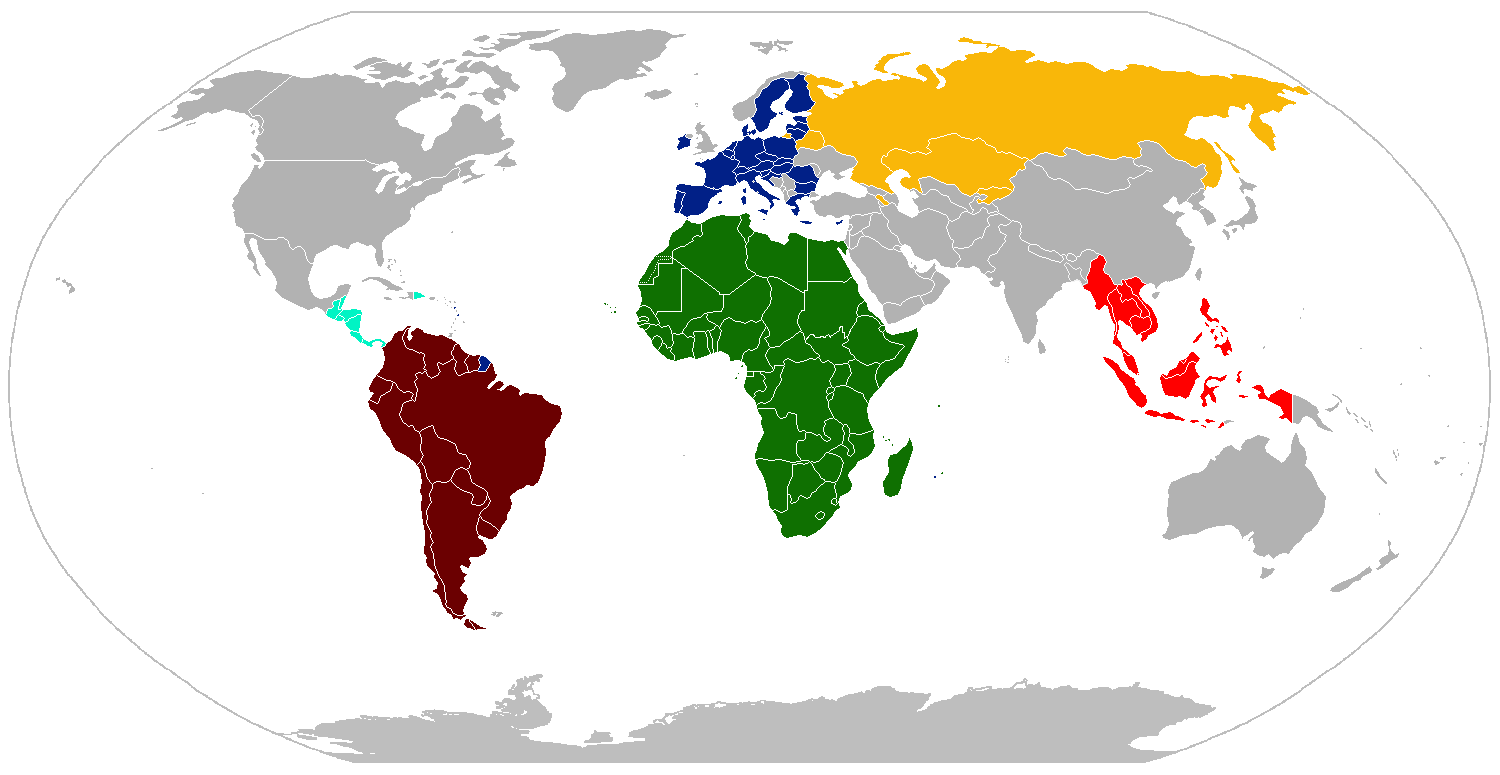
Mapa istniejących i proponowanych unii kontynentalnych.

Unia kontynentalna – wspólnota ekonomiczno-polityczna zrzeszająca znaczną część krajów jednego kontynentu.

## Przykłady
- Unia Europejska (UE) - Europa
- Eurazjatycka Unia Gospodarcza
- Unia Afrykańska (UA) - Afryka
- Unia Narodów Południowoamerykańskich (UNASUR) - Ameryka Południowa (oprócz Gujany Francuskiej)
- Stowarzyszenie Narodów Azji Południowo-Wschodniej (ASEAN)
- Środkowoamerykańska Unia Gospodarcza - planowana jako rozwinięcie Systemu Integracji Środkowoamerykańskiej (SICA)[1]
- Wspólnota Północnoamerykańska - hiptotetyczna unia Kanady, USA i Meksyku[2]
- Unia Pacyfiku[3] - proponowana jako rozwinięcie Forum Wysp Pacyfiku